# 9006 Войткевич
9006 Войткевич (9006 Voytkevych) — астероїд головного поясу, відкритий 21 жовтня 1982 року.
Тіссеранів параметр щодо Юпітера — 3,353.